# Héctor Suazo
Héctor Alejandro Suazo Inarejo ( Avellaneda, Provincia de Buenos Aires, Argentina, 17 de abril de 1978) es un exfutbolista argentino nacionalizado chileno, que jugaba de delantero.

## Trayectoria
No realizó divisiones inferiores en ningún club, y comenzó a jugar en Trasandino de Los Andes con 21 años. Su primer equipo profesional fue Universidad de Chile, en donde ganó el título de Primera División 2000. Su mejor momento en el club fue en un Superclásico contra Colo-Colo de carácter amistoso, jugado el 17 de febrero de 2000, en el que él anota el gol del triunfo dedicándoselo a su madre fallecida cuatro días antes. Estuvo en el cuadro azul hasta 2001, luego se fue a préstamo a Deportes Temuco, y en 2003 fue parte del plantel de Deportes La Serena subcampeón de Primera B, y que ascendió a la Primera División.
Desde ese entonces su carrera estuvo marcada por la ida a diversos clubes del fútbol chileno, como Everton de Viña del Mar, Palestino, San Luis de Quillota y Unión Española entre otros. En 2010 tuvo un breve paso por el Reboceros de La Piedad de la Liga de Ascenso de México, y en el segundo semestre de ese año jugó por Curicó Unido. Los últimos clubes de Suazo fueron el Deportivo Zacapa de Guatemala y el Deportes Quilicura de la Tercera División A de Chile, poniendo punto final a su carrera el año 2012.

## Clubes
| Club                          | País      | Año       |
| ----------------------------- | --------- | --------- |
| Trasandino                    | Chile     | 1999      |
| Universidad de Chile          | Chile     | 2000-2001 |
| → Deportes Temuco (cedido)    | Chile     | 2002      |
| → Deportes La Serena (cedido) | Chile     | 2003      |
| → Everton (cedido)            | Chile     | 2004      |
| Universidad de Chile          | Chile     | 2005      |
| Palestino                     | Chile     | 2005-2006 |
| Universidad de Chile          | Chile     | 2006      |
| Unión Española                | Chile     | 2007      |
| Deportes Antofagasta          | Chile     | 2008      |
| San Luis de Quillota          | Chile     | 2008      |
| Lota Schwager                 | Chile     | 2009      |
| Deportes Concepción           | Chile     | 2009      |
| Reboceros de La Piedad        | México    | 2010      |
| Curicó Unido                  | Chile     | 2010      |
| Deportivo Zacapa              | Guatemala | 2011      |
| Deportes Quilicura            | Chile     | 2012      |

## Palmarés

### Campeonatos nacionales
| Título           | Club                 | País  | Año  |
| ---------------- | -------------------- | ----- | ---- |
| Primera División | Universidad de Chile | Chile | 2000 |